# Saxifraga continentalis
Saxifraga continentalis är en stenbräckeväxtart som först beskrevs av Engler och Irmscher, och fick sitt nu gällande namn av David Allardyce Webb. Saxifraga continentalis ingår i Bräckesläktet som ingår i familjen stenbräckeväxter. Utöver nominatformen finns också underarten S. c. cantabrica.